# Il testamento (romanzo)
Il testamento (The Testament) è un romanzo di John Grisham, pubblicato nel 1999. Il libro è stato tradotto in trentadue lingue. Nel 2000, Il testamento (secondo un'indagine della "Publishing Trends", rivista anglosassone) ha raggiunto il record mondiale delle vendite, risultando primo in 34 Paesi.
Narra la storia della contesa giuridica tra gli eredi di un grosso lascito testamentario, in particolare dell'avvocato di una degli eredi.

## Trama
Troy Phelan, ricco industriale, si suicida subito dopo aver scritto il suo ultimo testamento, in cui disereda tutti i suoi figli lasciando l'intero patrimonio a Rachel, una figlia illegittima fino ad allora sconosciuta. Josh, il suo avvocato, incarica il collega Nate di partire per il Brasile alla ricerca della donna, che lavora come missionaria tra gli indios. Il lungo viaggio nella natura selvaggia del Pantanal e l'incontro con Rachel serviranno a Nate a dimenticare il suo passato fatto di alcol e droga, a farlo riconciliare con i suoi familiari e con sé stesso. Nel frattempo gli altri eredi, dissoluti e indebitati, contestano il testamento in base all'assenza dell'unica beneficiaria. Tornato in Brasile per cercare di concludere un accordo, Nate scopre che lei è morta, ma ha lasciato a sua volta un testamento che lo lascia a dirigere un fondo di beneficenza.

## Personaggi principali
- Troy Phelan: ricco industriale, autore del testamento
- Josh Stafford: avvocato di Troy
- Nate O'Riley: avvocato, collega di Josh
- Rachel Lane Porter: figlia di Troy
- Jevy: guida di Nate nel Pantanal

## Personaggi secondari
- Welly: timoniere di Nate nel Pantanal
- Valdir Ruiz: avvocato brasiliano
- Troy "TJ" Phelan: figlio di Troy
- Rex Phelan: figlio di Troy
- Libbigail Jeter: figlia di Troy
- Mary Ross Jackman: figlia di Troy
- Geena Strong: figlia di Troy
- Ramble Phelan: figlio di Troy
- Malcolm Snead: assistente di Troy

## Stile
I primi due capitoli del romanzo sono narrati in prima persona dal punto di vista di Troy Phelan. Dall'inizio del terzo capitolo, con la morte di Troy, la narrazione passa in terza persona.

## Edizioni in italiano
- John Grisham, Il testamento, traduzione di Tullio Dobner, Omnibus Mondadori, Milano 1999 ISBN 88-04-46617-0
- John Grisham, Il testamento, traduzione di Tullio Dobner, Bestsellers Oscar Mondadori, Milano ©1999; ed. speciale per Il Giornale
- John Grisham, Il testamento, traduzione di Tullio Dobner, Oscar Milano Mondadori, 2000 ISBN 88-04-48401-2 ISBN 978-88-04-48401-1 ISBN 978-88-04-66754-4
- John Grisham, Il testamento, legge: Michele Inturri, Centro Internazionale del Libro parlato, Feltre 2010